# Adrian Šemper
Adrian Šemper (ur. 12 stycznia 1998 w Zagrzebiu) – chorwacki piłkarz występujący na pozycji bramkarza we włoskim klubie Pisa SC. Wychowanek Dinama Zagrzeb, w trakcie swojej kariery grał także w takich zespołach, jak Lokomotiva oraz Chievo. Młodzieżowy reprezentant Chorwacji.